# Premio Onuba de Novela
El Premio Onuba de Novela es un premio literario español otorgado por la editorial Onuba anualmente desde 2005.
Se falla en Huelva durante los meses de otoño. El premio, sin dotación económica, consiste en la publicación del libro y está enfocado a descubrir escritores noveles de toda España.

## Ganadores
| Año  | Ganador                                              | Obra                                   |
| ---- | ---------------------------------------------------- | -------------------------------------- |
| 2005 | Rafael R. Costa                                      | El niño que quiso llamarse Paul Newman |
| 2006 | José A. Ordiz Llaneza                                | Buenas noches, Laura                   |
| 2007 | Francisco Martín Martín                              | Confidencias vacías                    |
| 2008 | Miguel Á. Núñez Beltrán                              | El magistral hereje                    |
| 2009 | Ricardo Gómez Ruiz                                   | Las murallas de Niebla                 |
| 2010 | Pilar Zapata Bosch                                   | La azumbre                             |
| 2011 | Manuel F. Estévez Goytre                             | Toda la verdad sobre Patricio Cervilla |
| 2012 | Daniel Ruiz García                                   | Tan lejos de Krypton                   |
| 2013 | Leoncio López Álvarez                                | El ladrón de nubes                     |
| 2014 | Ignacio Márquez Cañizares                            | Susurros de luz                        |
| 2015 | Federico Gómez de las Heras y Pilar Gutiérrez Garzón | El sabor de las cerezas                |
| 2016 | Mercedes Martínez Hernández                          | Un domingo de lluvia                   |
| 2017 | Antonio Garrido Carrión                              | El organista de los Jerónimos          |

Desde 2018, la editorial Onuba publica también la novela finalista del premio o «mención honorífica».
| Año  | Ganador      | Obra          | Finalista                 | Obra                      |
| ---- | ------------ | ------------- | ------------------------- | ------------------------- |
| 2018 | Emilia Luna  | El viajante   | Jorge Valdelvira          | Que la tierra te sea leve |
| 2019 | Manuel Muñoz | La plaza Niña | Alberto del Campo Tejedor | Triple salto mortal       |